# Theme Park
Theme Park é um jogo de simulação, desenvolvido pela Bullfrog Productions e originalmente lançado em 1994, em que cada jogador desenvolve e administra seu parque de diversão. Theme Park deu origem a vários outros jogos, como Thrillville, um jogo do mesmo estilo só que mais moderno.
O jogo contava com diversas inovações. Uma delas era um modo de negociação com seus empregados sobre os seus salários, se as coisas não saíssem direito poderia até haver greve de seus funcionários, que por sinal eram diversos e todos necessários. Havia vários brinquedos e lojas para montar em seu parque, nelas era possível administrar os preços, quantidade de certa comida ou tempero e em casos de jogos a porcentagem de chance de um indivíduo ganhar.
Por balões que ficavam na cabeça de seus clientes era possível identificar seus desejos, um brinquedo mal cuidado poderia proporcionar acidentes que diminuiria a felicidade deles. No final de cada mês era possível ver a comparação de seu parque com concorrentes, também havia vários locais possíveis para construir seu parque.

## Empregados
cada empregado tinha sua devida função, essa função era bem necessária.
- Faxineiros: eram os responsáveis pela limpeza do parque, também aparavam a grama.

- Palhaços: quando uma criança estava triste, eis que vinha o palhaço para alegrá-la.

- Mecânicos: quando um brinquedo era muito usado era necessário um mecânico para a manutenção.

- Guardas : eram os responsáveis pela segurança do parque.